# Communauté de communes de la Région d’Hallencourt
Die Communauté de communes de la Région d’Hallencourt war ein französischer Gemeindeverband mit der Rechtsform einer Communauté de communes im Département Somme in der Region Hauts-de-France. Sie wurde am 29. Dezember 1995 gegründet und umfasste 18 Gemeinden. Der Verwaltungssitz befand sich im Ort Hallencourt.

## Historische Entwicklung
Am 1. Januar 2017 wurde der Gemeindeverband mit der
- Communauté de communes de l’Abbevillois und der
- Communauté de communes de la Baie de Somme Sud

zur neuen Communauté d’agglomération de la Baie de Somme zusammengeschlossen.

## Ehemalige Mitgliedsgemeinden
1. Allery
2. Bailleul
3. Bettencourt-Rivière
4. Citerne
5. Condé-Folie
6. Doudelainville
7. Érondelle
8. Fontaine-sur-Somme
9. Frucourt
10. Hallencourt
11. Huppy
12. Liercourt
13. Limeux
14. Longpré-les-Corps-Saints
15. Mérélessart
16. Sorel-en-Vimeu
17. Vaux-Marquenneville
18. Wiry-au-Mont